# Euilyoida takewakii
Euilyoida takewakii is een platworm (Platyhelminthes). De worm is tweeslachtig. De soort leeft in het zoute water.
Het geslacht Euilyoida, waarin de platworm wordt geplaatst, wordt tot de familie Ilyplanidae gerekend. De wetenschappelijke naam van de soort werd voor het eerst geldig gepubliceerd in 1935 door Kato.